# Licence de droit
En France, la licence en droit est un diplôme national de l'enseignement supérieur français de premier cycle universitaire. Ce diplôme est important car il s'agit, depuis 1991, du premier grade permettant d'exercer une activité de conseil juridique.
On est considéré comme juriste à partir de l'obtention de la licence en droit,.

## Présentation
Jusqu'en 1976, la licence en droit était un diplôme terminal préparé en quatre années universitaires, transformé alors en maîtrise, comme les diplômes littéraires et scientifiques. La licence en droit est d'une durée de six semestres. Des enseignements fondamentaux sont dispensés dans les disciplines générales du droit ainsi que d’autres disciplines (économie, sciences politiques, langues vivantes…) en complément afin d'éviter un cloisonnement. Cette formation comprend également des travaux dirigés (TD) à choisir parmi ses enseignements fondamentaux (deux à trois TD suivant les universités). Ceux-ci permettent aux étudiants d'acquérir les mécanismes du raisonnement juridique.
Ces six semestres sont répartis sur trois années comme suit :
- la première année de licence (« L1 droit ») au premier semestre comprend pour enseignements fondamentaux :
  - initiation historique à l'étude du droit,
  - initiation au droit privé,
  - initiation au droit public,
  - enseignements optionnels (économie, Europe, institutions juridictionnelles, langue étrangère) ;
- la première année comprend au second semestre pour enseignements fondamentaux :
  - droit constitutionnel,
  - droit civil,
  - histoire du droit et des institutions,
  - enseignements optionnels (relations internationales, histoire économique, langue étrangère, etc.) ;
- la seconde année de licence au troisième semestre comprend pour enseignements fondamentaux :
  - droit des obligations,
  - droit pénal,
  - droit administratif,
  - droit des finances publiques,
  - enseignements optionnels (sciences sociales, histoire des obligations, etc.) ;
- la seconde année de licence au quatrième semestre comprend pour enseignements fondamentaux :
  - droit des obligations (responsabilité),
  - droit des biens,
  - droit administratif,
  - droit européen,
  - enseignements optionnels ;
- la troisième année de licence en droit a pour particularité de demander à l'étudiant juriste suivant ses affinités de s'orienter, et ce dans toutes les universités du fait de notre dualisme juridictionnel soit vers :
  - un parcours de droit public (les enseignements fondamentaux seront alors à majorité tournés vers le public (droit administratif des biens, contentieux administratif, droit international public, droit des collectivités territoriales avec quelques matières de droit privé en enseignement optionnel ex : droit du travail, droit des sociétés, procédure civile... sans oublier la langue étrangère),
  - un parcours de droit privé (les enseignements fondamentaux seront alors à majorité tournés vers le droit privé des sociétés, procédure civile, droit du travail, droit civil avec quelques matières de droit public en enseignement optionnel ex : contentieux administratif, droit international public…) sans oublier la langue étrangère),
  - ou un parcours indifférencié pour les universités qui le proposent où seront mélangés aussi bien des matières du parcours droit privé que du parcours droit public pour les enseignements fondamentaux.

## Poursuites d'étude
- Master
- Toutes les maîtrises (M1) du domaine Droit

## Conditions d'admission
- Tous les baccalauréats sont admis
- Les titulaires du certificat de capacité en droit. Ceux ayant obtenu un minimum de 15 de moyenne sur les 2 années de capacité, accèdent directement à la 2e année de licence.
- Le DAEU A (Diplôme d'accès aux études universitaires), le "A" signifiant l'option littéraire et le DAEU B étant l'option scientifique qui n'ouvre pas les portes de la faculté de droit.

Anciennement avant la réforme LMD : DEUG en droit, ex diplôme d'études juridiques générales et avant 1962 baccalauréat en droit.

## Orientation en Master
Le code de l'éducation fixe une liste des compatibilités des diplômes nationaux de licence avec les diplômes nationaux de master. Les recteurs d'académies et les universités s'appuient sur cette liste pour donner une admission aux étudiants souhaitant poursuivre leurs études.
| Diplôme national de licence | Liste des diplômes nationaux de masters compatibles                                        |
| --------------------------- | ------------------------------------------------------------------------------------------ |
| Droit.                      | Droit.                                                                                     |
| Droit.                      | Droit administratif.                                                                       |
| Droit.                      | Droit civil.                                                                               |
| Droit.                      | Droit comparé.                                                                             |
| Droit.                      | Droit privé.                                                                               |
| Droit.                      | Droit public des affaires.                                                                 |
| Droit.                      | Droit des affaires.                                                                        |
| Droit.                      | Droit bancaire et financier.                                                               |
| Droit.                      | Droit de la propriété intellectuelle.                                                      |
| Droit.                      | Droit fiscal.                                                                              |
| Droit.                      | Droit des assurances.                                                                      |
| Droit.                      | Droit notarial.                                                                            |
| Droit.                      | Droit du patrimoine.                                                                       |
| Droit.                      | Droit de l'immobilier.                                                                     |
| Droit.                      | Droit social.                                                                              |
| Droit.                      | Droit de l'entreprise.                                                                     |
| Droit.                      | Administration et liquidation d'entreprises en difficulté                                  |
| Droit.                      | Administration publique.                                                                   |
| Droit.                      | Administration économique et sociale.                                                      |
| Droit.                      | Etudes européennes et internationales.                                                     |
| Droit.                      | Géographie, aménagement, environnement et développement.                                   |
| Droit.                      | Gestion des ressources humaines.                                                           |
| Droit.                      | Management de l'innovation.                                                                |
| Droit.                      | Management.                                                                                |
| Droit.                      | Management et administration des entreprises.                                              |
| Droit.                      | Management sectoriel.                                                                      |
| Droit.                      | Métiers de l'enseignement, de l'éducation et de la formation (MEEF), 1er degré.            |
| Droit.                      | Métiers de l'enseignement, de l'éducation et de la formation (MEEF), 2e degré.             |
| Droit.                      | Métiers de l'enseignement, de l'éducation et de la formation (MEEF), encadrement éducatif. |
| Droit.                      | Monnaie, banque, finance, assurance.                                                       |
| Droit.                      | Urbanisme et aménagement.                                                                  |
| Droit.                      | Droit des collectivités territoriales.                                                     |
| Droit.                      | Droit pénal et sciences criminelles.                                                       |
| Droit.                      | Droit de la santé.                                                                         |
| Droit.                      | Droit de l'environnement et de l'urbanisme.                                                |
| Droit.                      | Droit européen.                                                                            |
| Droit.                      | Droit international.                                                                       |
| Droit.                      | Droit constitutionnel.                                                                     |
| Droit.                      | Droit des libertés.                                                                        |
| Droit.                      | Droit public.                                                                              |
| Droit.                      | Droit de l'économie.                                                                       |
| Droit.                      | Droit du numérique.                                                                        |
| Droit.                      | Finance.                                                                                   |
| Droit.                      | Histoire du droit et des institutions.                                                     |
| Droit.                      | Justice, procès et procédures.                                                             |
| Droit.                      | Politiques publiques.                                                                      |
| Droit.                      | Histoire et Anthropologie du droit.                                                        |
| Droit.                      | Théorie et Analyse du droit.                                                               |
| Sciences politiques.        |                                                                                            |